# Матч смерти (фильм)
«Матч смерти» — американский боевик Джо Копполетта 1994 года.

## Сюжет
Чемпион по кикбоксингу Джон Ларсон и журналист-репортёр Ник Уоллес, разыскивая пропавшего человека, ввязываются в серию подпольных нелегальных боёв, организованных торговцем оружием по имени Лэндис.

## В ролях
- Йен Джэклин — Джон Ларсон
- Мартин Коув — Пол Лэндис
- Маттиас Хьюз — Марк Вэник
- Рене Гриффин — Даниэль Ричардсон
- Стивен Винсент Ли — Мистер Хан
- Боб Виатт — Биг Мэн
- Николас Хилл — Ник Уоллес
- Ричард Линч — Джимми Фрателло
- Хорхе Риверо — Винни Фрателло
- Бенни Уркидес — играет себя

## Отзывы
Обзор на epinions.com сравнивает музыкальное сопровождение фильма с саундтреком 16-битной приставочной игры-файтинга, при этом отмечая, что хотя его нет смысла выпускать отдельно, но фильму он вполне соответствует. Спецэффекты представлены сгенерированными на компьютере взрывами, которые неплохо выглядели лишь на момент выхода фильма. Также, этот обзор отмечает несколько недостатков сюжета фильма, и в целом характеризует картину как вполне увлекательный би-муви, который придётся по душе фанатам боевых искусств за неимением ничего лучшего для просмотра.